# Abhishek Bachchan

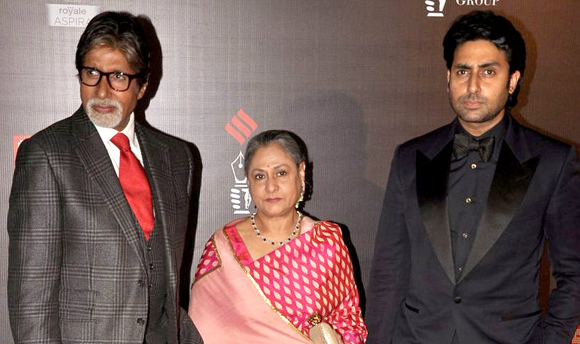
Abhishek Bachchan met zijn ouders

Abhishek Bachchan (Bombay, 5 februari 1976) is een Indiase acteur.

## Biografie
Bachchan deed allerlei klusjes op filmsets voor hij voor de camera verscheen, dit varieerde van vloeren dweilen tot chauffeur zijn van Arshad Warsi. Hij maakte zijn debuut met de oorlog-drama film Refugee, waarin hij de rol van een naamloze vluchteling speelde, hoewel hij genomineerd werd voor de Filmfare award als best mannelijke debuut bleef het succes uit. Zijn eerste succesvolle rol had hij in de politieke film Yuva uit 2005.
Bachchan is de zoon van acteurs Amitabh Bachchan en Jaya Bachchan, hij is samen met zijn vader in vijf films te zien geweest waaronder Bunty Aur Babli en Paa.
Hij is in 2007 getrouwd met actrice Aishwarya Rai, met wie hij in acht films te zien is geweest, waaronder Dhai Akshar Prem Ke, Dhoom 2 en Guru. Het stel verwelkomende in 2011 hun dochter Aaradhya.

## Filmografie
| Jaar            | Film                         | Rol                          | Notitie                    |
| --------------- | ---------------------------- | ---------------------------- | -------------------------- |
| 2000            | Refugee                      | vluchteling                  |                            |
| 2000            | Tera Jadoo Chal Gayaa        | Kabir Srivastav              |                            |
| 2000            | Dhai Akshar Prem Ke          | Karan Khanna                 |                            |
| 2001            | Bas Itna Sa Khwaab Hai       | Suraj Shrivastav             |                            |
| 2002            | Haan Maine Bhi Pyaar Kiya    | Shiv Kapoor                  |                            |
| Om Jai Jagadish | Jagadish Batra               |                              |                            |
| Shararat        | Rahul Khanna                 |                              |                            |
| 2003            | Main Prem Ki Diwani Hoon     | Prem Kumar                   |                            |
| 2003            | Mumbai Se Aaya Mera Dost     | Karan Singh                  |                            |
| 2003            | Kuch Naa Kaho                | Raj Malhotra                 |                            |
| 2003            | Zameen                       | agent Jaideep Rai            |                            |
| 2003            | LOC Kargil                   | Vikram Batra                 |                            |
| 2004            | Run                          | Siddharth                    |                            |
| 2004            | Yuva                         | Lallan Singh                 |                            |
| 2004            | Hum Tum                      | Sameer                       | gastoptreden               |
| 2004            | Phir Milenge                 | Tarun Anand                  |                            |
| 2004            | Dhoom                        | agent Jai Dixit              |                            |
| 2004            | Rakht                        | Manav                        | gastoptreden               |
| 2004            | Naach                        | Abhinav                      |                            |
| 2005            | Bunty Aur Babli              | Rakesh Trivedi               |                            |
| 2005            | Sarkar                       | Shankar Nagre                |                            |
| 2005            | Dus                          | Shashank Dheer               |                            |
| 2005            | Salaam Namaste               | Dr. Vijay Kumar              | gastoptreden               |
| 2005            | Antarmahal                   | Brijbhushan                  | Bengaalse film             |
| 2005            | Home Delivery                | zichzelf                     | gastoptreden               |
| 2005            | Ek Ajnabee                   | lijfwacht                    | gastoptreden               |
| 2005            | Neal 'n' Nikki               | Raj Singh                    | gastoptreden               |
| 2005            | Bluffmaster!                 | Roy Kapoor                   |                            |
| 2006            | Alag                         |                              | nummer "Sabse Alag"        |
| 2006            | Kabhi Alvida Naa Kehna       | Rishi Talwar                 |                            |
| 2006            | Lage Raho Munna Bhai         | Sunny Khurana                | gastoptreden               |
| 2006            | Umrao Jaan                   | Nawab Sultan                 |                            |
| 2006            | Dhoom 2                      | agent Jai Dixit              |                            |
| 2007            | Guru                         | Gurukanth Desai              |                            |
| 2007            | Shootout at Lokhandwala      | Abhishek Mhatre              | gastoptreden               |
| 2007            | Jhoom Barabar Jhoom          | Rakesh Thakkral              |                            |
| 2007            | Aag                          |                              | nummer "Mehbooba Mehbooba" |
| 2007            | Laaga Chunari Mein Daag      | Rohan Varma                  |                            |
| 2007            | Om Shanti Om                 | zichzelf                     | gastoptreden               |
| 2008            | Sarkar Raj                   | Shankar Nagre                |                            |
| 2008            | Mission Istaanbul            |                              | nummer "Nobody Like You"   |
| 2008            | Drona                        | Aditya                       |                            |
| 2008            | Dostana                      | Sameer Acharya               |                            |
| 2009            | Luck by Chance               | zichzelf                     | gastoptreden               |
| 2009            | Delhi-6                      | Roshan Mehra                 |                            |
| 2009            | Paa                          | Amol Arte                    | ook producent              |
| 2010            | Raavan                       | Beera Munda                  |                            |
| 2010            | Jhootha Hi Sahi              | 3de beller (stem)            |                            |
| 2010            | Khelein Hum Jee Jaan Sey     | Surya Sen                    |                            |
| 2011            | Game                         | Neil Menon                   |                            |
| 2011            | Bbuddah... Hoga Terra Baap   |                              | producent                  |
| 2011            | Dum Maro Dum                 | agent Vishnu Kamath          |                            |
| 2012            | Players                      | Charlie Mascrenhas           |                            |
| 2012            | Bol Bachchan                 | Abbas Ali/ Abhishek Bachchan |                            |
| 2013            | Nautanki Saala!              | zichzelf                     | cameo                      |
| 2013            | Dhoom 3                      | agent Jai Dixit              |                            |
| 2014            | Happy New Year               | Nandu Bhide/ Vicky Grover    |                            |
| 2014            | The Shaukeens                | zichzelf                     | gastoptreden               |
| 2015            | All Is Well                  | Inder Bhalla                 |                            |
| 2015            | Shamitabh                    |                              | cameo, producent           |
| 2016            | Housefull 3                  | Bunty                        |                            |
| 2018            | Manmarziyaan                 | Rajbir Bhatia                |                            |
| 2018            | Mowgli: Legend of the Jungle | Bagheera                     | animatiefilm, stemacteur   |
| 2020            | Ludo                         | Batukeshwar Tiwari           |                            |
| 2021            | The Big Bull                 | Hemant Shah                  |                            |
| 2021            | Bob Biswas                   | Bob Biswas                   |                            |
| 2022            | Dasvi                        | Ganga Ram Chaudhary          |                            |
| 2023            | Bholaa                       | Chomu Singh                  | gastoptreden               |
| 2023            | Ghoomer                      | Padam Singh Sodhi            |                            |
| 2024            | I Want To Talk               | Arjun Sen                    |                            |
| 2025            | Be Happy                     | Shiv Rastogi                 |                            |
| 2025            | Housefull 5                  | Jalbhushan                   |                            |
| 2025            | Kaalidhar Laapata            | Kaalidhar                    |                            |

- Bibsys: 15037974
- Biblioteca Nacional de España: XX5198534
- Bibliothèque nationale de France: cb15108933d (data)
- Gemeinsame Normdatei: 137932111
- International Standard Name Identifier: 0000 0001 1075 4939
- Library of Congress Control Number: no00101086
- MusicBrainz: e3553bc9-3255-43cd-9ae8-23170f3698b0
- Nationale bibliotheek van Australië: 40577655
- Nationale Bibliotheek van Israël: 987009165479905171
- Système universitaire de documentation: 22468616X
- Trove: 1447919
- Virtual International Authority File: 86096374
- WorldCat: E39PBJmhRjkbk68pJdJVgpcXVC